# Девственные леса Коми
Де́вственные леса́ Ко́ми (коми Комилӧн вӧрзьӧдлытӧм вӧръяс) — особо охраняемая природная территория, расположенная на западных склонах Северного и Приполярного Урала в Республике Коми. Это первый российский природный объект, включенный в список объектов Всемирного природного наследия ЮНЕСКО. Природный объект включает в себя равнинные и горные тундры, один из крупнейших оставшихся в Европе массив первичных бореальных лесов, обширную водноболотную систему. По охватываемой площади в 32 800 км2 это самые большие нетронутые леса в Европе.
Девственные леса Коми принадлежат к экорегиону уральской тайги. Они находятся на территории Печоро-Илычского заповедника и национального парка «Югыд ва». Признание места всемирным наследием произошло в 1995 году. Западная часть находится в полосе предгорий, восточная — собственно на горах. В лесном массиве протекает несколько рек. Фауна лесов включает более 200 видов птиц, а также многие редкие виды рыб и млекопитающих, флора — сотни видов растений, в том числе охраняемых.

## Существующие угрозы
На территории национального парка «Югыд ва» в нарушение международных и российских законов ведется золотодобыча. Разработка золотых приисков идёт несмотря на постановление Комитета по охране окружающей среды, согласно которому компании, замешанные в этой незаконной деятельности, обязаны приостановить геологоразведочные работы в национальном парке.
Верховный суд Республики Коми решением от 1 декабря 1998 года № 3-19 признал, что постановление Главы Республики о перенесении границ национального парка является незаконным. Согласно этому постановлению, район золотодобычи исключался как из территории национального парка, так и из территории всемирного наследия. Однако попытки передвинуть границы до сих пор продолжаются и предпринимались Главами Республики Гайзером и Гапликовым, что резко осуждается национальными и международными экологическими организациями.

## В филателии
В 2003 году была выпущена серия почтовых марок «Всемирное природное наследие России. Девственные леса Коми».

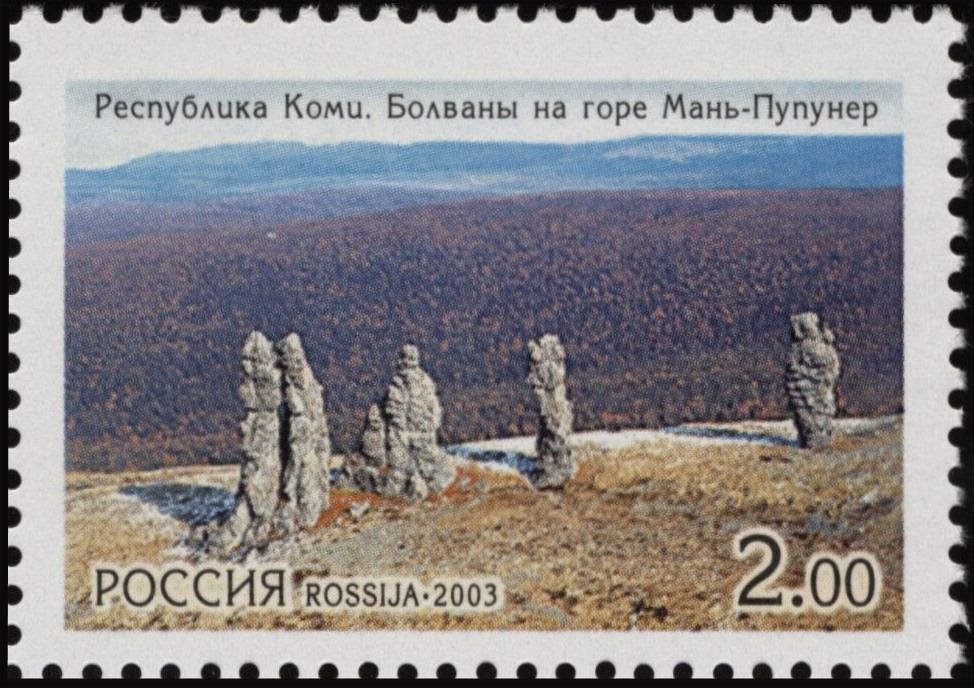
Республика Коми. Болваны на горе Маньпупунёр.
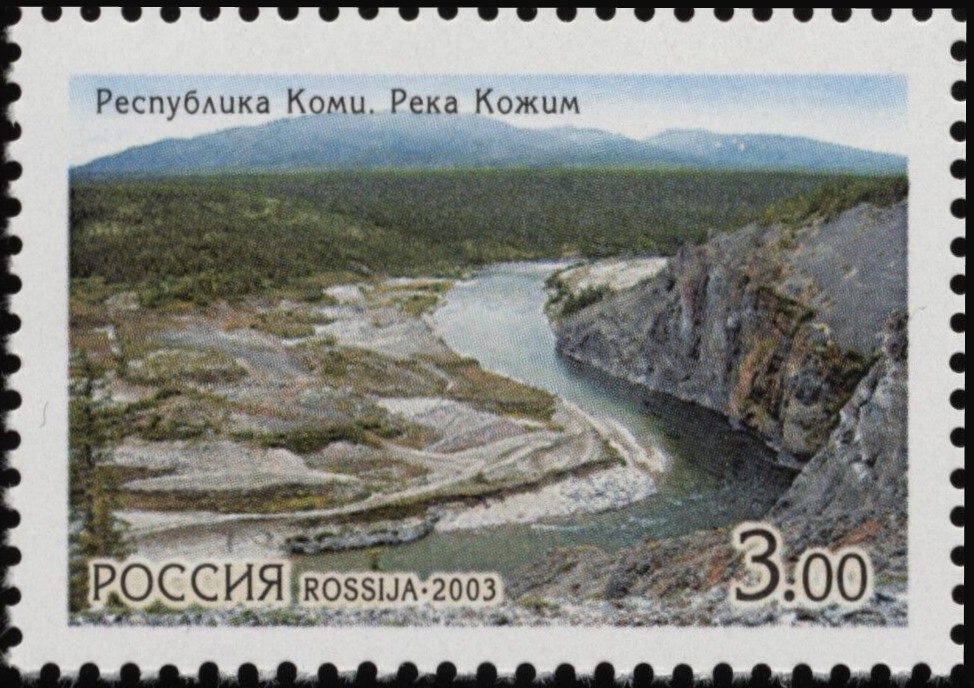
Республика Коми. Река Кожим.
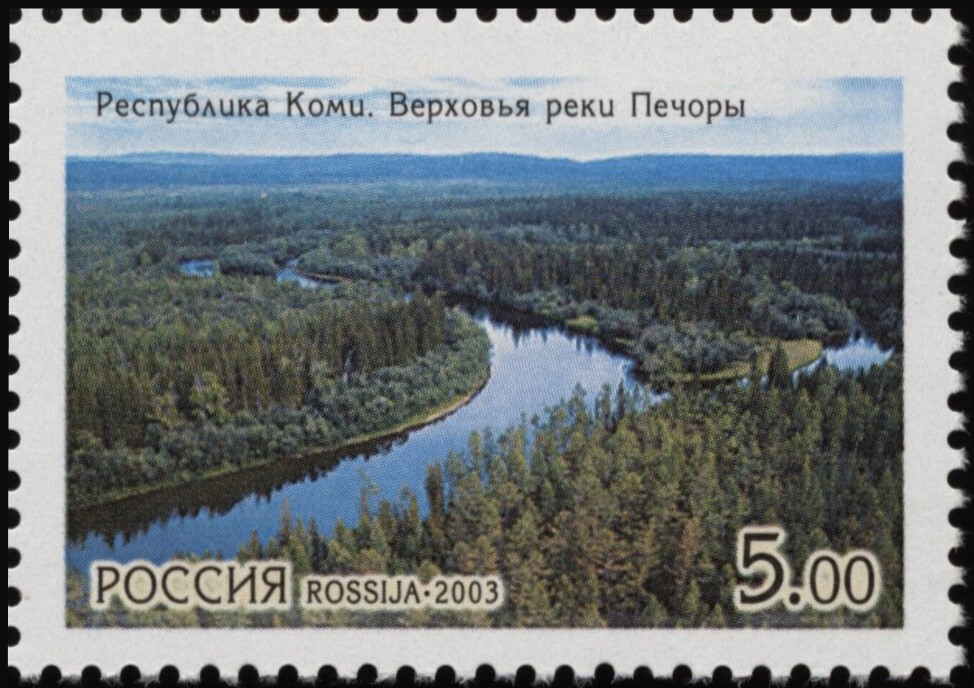
Республика Коми. Верховья реки Печоры.